# نوريوشي اوهراي
نوريوشي اوهراي (باليابانية: 生頼 範義) رسام ياباني. ولد يوم 17 تشرين الثاني 1935، وتوفي يوم 27 تشرين الأول 2015. من أبرز أعماله رسم بوستر فيلم حرب النجوم: الإمبراطورية تعيد الضربات.
ابنه تارو اوهراي (باليابانية: オーライタロー) ايضاً فنان في اليابان.

## حياته
ولد نوريوشي اوهراي في مدينة أكاشي، محافظة هيوغو عام 1935. درس في قسم الرسم في جامعة طوكيو للفنون (لكنه لم يخرج). بدء عمله كرسام منذ عام 1962. في عام 1973 انتقل إلى مدينة ميازاكي، محافظة ميازاكي حيث تزوج هنالك.
في عام 1980 لفت انظار جورج لوكاس رسوم نوريوشي لسلسة حرب النجوم في إحدى المجلات، فطلب جورج لوكاس من نوريوشي رسم بوستر الجزء الخامس لفيلم حرب النجوم. في عام 2014 و2015 اقام معرض لأعماله في مدينة ميازاكي. في 27 تشرين الأول 2015 توفي بعمر 79 سنة بسبب مرض ذات الرئة.

## أعماله

### أفلام
- حرب النجوم الجزء الخامس: الإمبراطورية تعيد الضربات (1980) - رسم بوستر الفيلم.[8]
- Future War 198X - الرسوم.[9]
- The Beastmaster - رسم البوستر.
- سلسلة أفلام غودزيلا - رسم البوسترات.

## روابط خارجية
- نوريوشي اوهراي على موقع IMDb (الإنجليزية)